# Rituels forestiers
 (octobre 2009).
Parallèlement à l'émergence de la franc-maçonnerie moderne anglaise, apparaissent en France, au début du XVIIIe siècle, les premières traces écrites d'un corpus de rituels forestiers regroupant essentiellement deux systèmes relativement distincts : la « Fenderie » et la « Charbonnerie ». Ils conservent, pour la plupart, des éléments transmis par les anciens « mestiers » des clans forestiers.
La trame est probablement l’expression de l’antique tradition celtique qui associait le sacré à la forêt. Pour les rituels les plus récents, ils sont imprégnés par des légendes christianisées et parfois avec la présence de la Bible pour la prestation des obligations ou serments. Le phénomène constaté en Angleterre, avec le mouvement maçonnique des Anciens revendiquant la filiation des traditions chrétiennes des anciens corps de métier, apparaît également dans l'élaboration des rituels forestiers français du XVIIIe siècle.
C’est de l’étude de certains d'entre eux qu’un rite forestier dit rite forestier des Modernes reprit vigueur dès 1993 à l’initiative de quelques francs-maçons. Depuis, une foresterie non maçonnique a pris corps en rétablissant une pratique rituelle plus conforme aux découvertes de textes anciens.

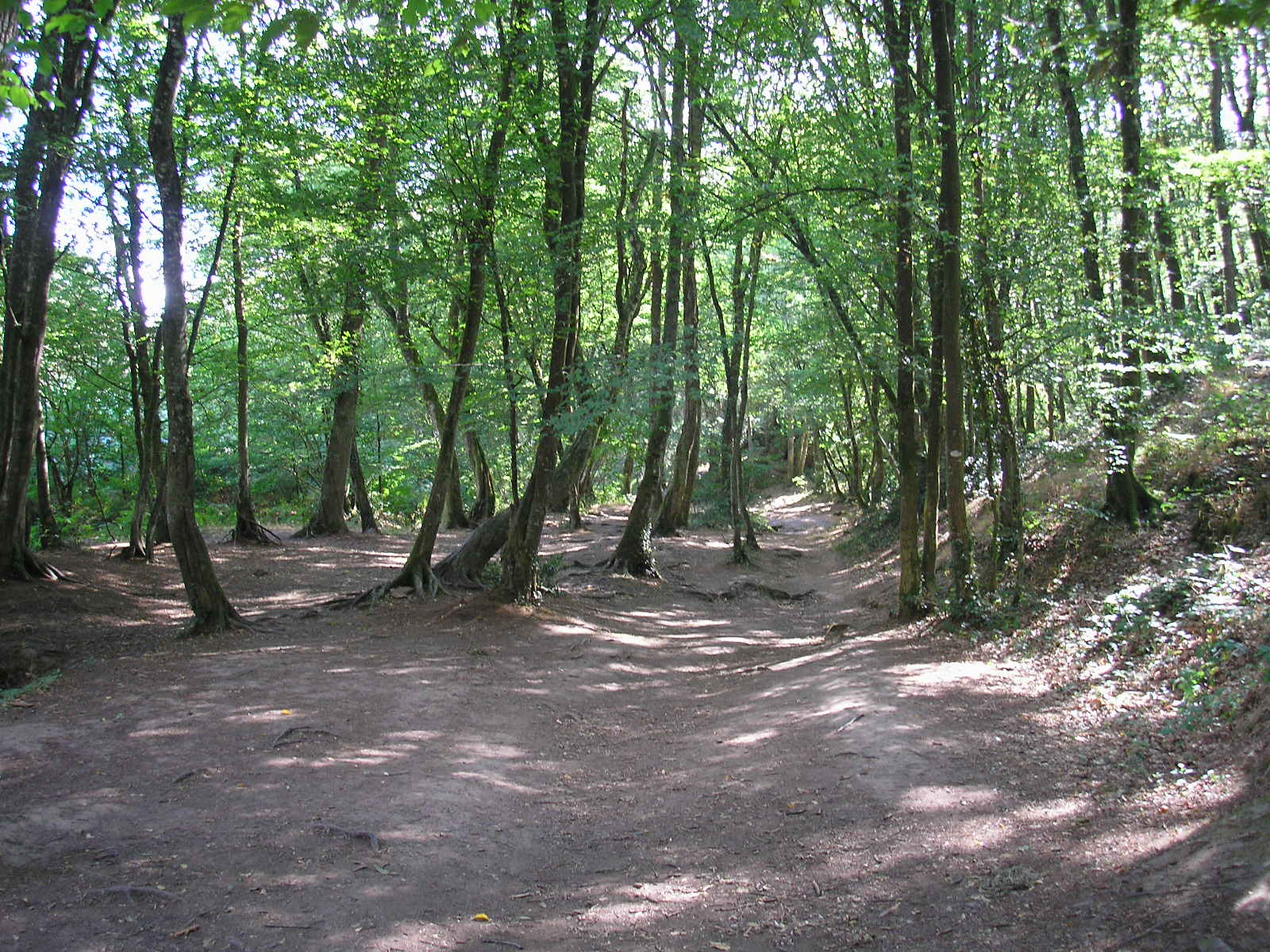
Forêt de Brocéliande.

## Rituel compagnonnique de l’Ordre des Fendeurs (début duXVIIIe)
- Source :(Collection privée), Musée du Tour de France[1]. 1927, p. 205 à 212 (8 pages manuscrites, écriture soignée)

## Rituel du Grade de Fendeur ou de Bûcheron (1747)
Ce rituel s’inspire du rituel compagnonnique précédent.
Il servit aux premières réunions forestières « maçonniques ». Il s’agit d'un rituel de hauts grades, car il faut déjà être initié maçon ou maçonne. La présence des femmes est aussi à souligner pour l’époque.

## Rituel de la Société des Fendeurs du Chevalier de Beauchaîne (1747)
- Source : La Chaîne d'Union (no 2 - 1936-37 ; p. 63-68)

Le Chevalier de Beauchaîne ne fut pas un franc-maçon philosophe et idéaliste. Il est connu pour son mercantilisme ; il vendit aux plus offrants des patentes et des grades inventés par lui, et aucune de ses inventions n’eut la chance de lui survivre après 1773 (naissance du Grand Orient de France) comme ce fut le cas pour le rite forestier. Ce rite ne fut pas inventé par lui, mais seulement capté à la suite d’une transmission accomplie par un responsable des Eaux et Forêts du comté d’Eu. Les rituels dudit rite viennent de traditions ancestrales des forêts situées entre Caen et Rouen, près d’Eu, où une verrerie, du nom du Courval, employait un grand nombre de forestiers pour alimenter les fours, mais aussi pour obtenir de la fougère à brûler, indispensable pour la fabrication du verre.
Même si ce rite « rural » eut quelque succès et se répandit rapidement dans différentes régions de France, nous ne savons pas grand-chose sur ses membres, ses travaux, ses orientations philosophiques et éventuellement politiques.
Ce rituel imite la franc-maçonnerie spéculative de l’époque. Il a voulu en faire un rite comparable aux loges bleues. C’est une compilation très bien documentée des rituels forestiers opératifs ; sa cohérence manifeste avec les traditions forestières en fait la base principale du premier grade (fendeur) du rite forestier actuel.

## Rituel des Bons Compagnons Fendeurs de la Forêt de la Vente de Macon (1751)
- Source : Jean Palou, La Franc-maçonnerie, Payot, Paris, 1964 (corpus rituel du Musée du Compagnonnege de Tours)

Le rituel est aussi très opératif mais son anthropomorphisme évident lui confère une valeur symbolique exceptionnelle. L’arbre, c’est l’homme.
Dans ce rite, la règle du silence est imposée « Il faut d'abord savoir se taire,

Être discret, sage et prudent » (Chanson rituelle).
L’initiation se faisait en pleine lumière, sans bandeau, car « tout est lumière pour un bon briquet fendeur ».
La religion est abandonnée au profit d'un paganisme qui renoue avec un symbolisme forestier ancestral : union du ciel et de la terre par l'arbre et mouvement cruciforme entre les « père - mère » (direction verticale) et les « parrain - marraine » (« parents » sur cette terre ; direction horizontale), auquel s’ajoutent l’arbre croisé et les branches croisées.
Sous l'aspect symbolique, la femme reste présente avec l'évocation de la marraine.
- nb : Un rituel approchant, celui de « Maître fendeur » [2] a été publié dans Point de vue initiatique (cahiers de la Grande Loge de France no 91 - 1993)

## Fendeur, instruction pour la tenue d'un Chantier (1754)
- Source privée : groupe de recherche de la Vente Les Rogers Bontemps[3].

## Rituel de l’Ordre de la Fenderie dit du Grand Alexandre de la Confiance (2emoitiéduXVIIIesiècle)
- Source : Manuscrit inédit ayant appartenu au franc-maçon Le Saulnier du Vauhello, intendant et secrétaire du Duc d’Aiguillon, fondateur et Vénérable de la Loge La Sincère Union de Châtelaudren en Bretagne.(cote 1005-1623 et 1624) du fonds Kernuz archives départementales du Finistère

Ce rituel de la fenderie est très dense en symbolisme alexandrique et ptoléméen. Il reste dans la tradition forestière mais est très imprégnée des hauts grades maçonniques.
En 1809, ce rituel fut importé à Naples par Pierre-Joseph Briot quand celui-ci fut nommé conseiller d’État de Joachim Murat. Les carbonari reprirent à leur compte la structure très chrétienne de ce rite forestier français.

## Ordre des Fendeurs ditLes Rogers Bontemps(1773)
- Source privée : groupe de recherche de la Vente Les Rogers Bontemps.

Cahier écrit de la main du Fr. Dubois, secrétaire du Grand Orient de France....
pour le compte du docteur Georg Kloss (de) (1787-1854) (dont toutes les pièces collectées ont été remises au Musée maçonnique de La Haye)

## Rite des Compagnons Fendeurs de Bois (fin duXVIIIesiècle)
Ce rituel fut très pratiqué dans les grandes forêts européennes.
Il servira de support à la création de la charbonnerie puis du carbonarisme italien.
Il mélange tradition forestière des divers rituels de fendeurs et ceux de la maçonnerie spéculative. Son inspiration reste chrétienne.

## Instruction des Fendeurs à l'usage du Grand Chantier de France, séant à Paris (1786)
- Source privée : groupe de recherche de la Vente Les Rogers Bontemps.

C'est une version imprimée à l'usage des membres du Grand Chantier de France tenu par les Pères-Maîtres de la Chambre d’Honneur, régulièrement constitué au centre des Forêts, sous les auspices de la Nature.
Ce petit livret était destiné aux francs-maçons et maitresses des Loges d'adoption qui devenaient des Bons cousins et bonnes cousines fendeurs de la Forêt du Roi. Les réunions se tenaient dans des jardins des faubourgs de Paris ou dans tout endroit qui était décoré d'éléments naturels. Elles étaient suivies d'un banquet avec musiciens et se terminaient par un bal… (le dernier livret connu date de 1809)

## Rituel(s) des Bons cousins charbonniers de la Vente de la Forêt du Jura (fin duXVIIIesiècle)
- Source : (collection privée) F.T.B. Clavel, Histoire pittoresque de la Franc-Maçonnerie et des Sociétés secrètes Anciennes et Modernes, Paris, Pagnerre, 1843

C’est un des premiers rituels de charbonniers connus.
Les rituels de Bons cousins charbonniers sont fortement imprégnés de christianisme et son symbolisme est lié aux pratiques du métier...

## Rituel des Fendeurs du Devoir (fin duXVIIIesiècle)
- Source : manuscrit du registre XXX-3 (240B-36) des Fonds Georg Kloss détenu par la Bibliothèque du Culturel Maçonniek Centrum -Prins Frederick à La Haye.

Celui-ci date de 1786 ; il est considéré comme le 4° grade de la Loge de Mirecourt. Il vient de la collection du Général Hahn du régiment d'Alsace. Ce quatrième grade de fendeur est considéré comme un Devoir comme il s'observe régulièrement dans les forêts par les Cousins Fendeur du Devoir, à l'identique des compagnons parfaits du Devoir de tailleur de pierre.

Il insiste sur l'observance de la charité, du droit d'hospitalité et des sept béatitudes...

## Société des francs-charbonniers (1803)
- Source : Recueil précieux de la charbonnerie des premiers tems ou la Société des francs-charbonniers...1803 [4]

Ce recueil, divisé en trois parties, est enrichi d'une infinité de demandes et de réponses symboliques, de l'explication des emblèmes, et d'un grand nombre de notes...et de quelques cantiques en usage chez les francs-charbonniers.

## Maître Fendeur (Fendeur du Devoir) 1806
- Source : Petit livret de 17 feuillets détenu par la Bibliothèque Municipale d'Avignon.

Il porte l'annotation finale, rédigé par le copiste :Certifié par nous Pere Maître est Grand Visiteur duement autorisé par le Grand Pere Maître Agizony de Corsé, conforme à l'original par lui déposé en mes mains le 10 D.bre de l'année 1806 et délivré par moi, sous le regne glorieux de notre invincible Empereur, Napoléon le Grand( Pradel P.M. et G.V.)

## Rituels de laCarbonariaitalienne (vers 1807)
- Source : Rituel reproduit dans l'ouvrage Constitution et Organisation des Carbonari (1821) - Grades d'Apprenti et de Maître…

L'évolution essentielle de ce rituel "charbonnier" est son passage du spéculatif au politique. L'influence maçonnique reste très présente ainsi que son christianisme.
Les femmes n'y étaient pas initiées mais y restaient incluses par consentement...

## Rite des Compagnons Fendeurs-Charbonniers des Forêts du Roi d’Arras (1812)
- Source : Livre de G.F. Cauchard d'Hermilly Des Carbonari et des fendeurs charbonniers (1822) - L'Huillier, libraire à Paris

C'est un rituel spéculatif forestier insistant sur l'aspect moral de l'initiation, soulignant l'émulation de la vertu et insistant sur la soumission aux lois.

## Instruction ou Catéchisme des Bons Cousins Franc-charbonniers (Edit. 1812)
- Source : Livret numérisé par la Bibliothèque nationale de France[5]

Contenant la manière d'initier et de donner les différents grades dans cet ordre, avec des discours propres à ces cérémonies.

## Rite de la Charbonnerie française (après 1820)
- Source : Dictionnaire des Sociétés Secrètes en Occident, (Grasset - 197)

Le rite ne comporte qu'un grade unique s'inspirant de la Carbonaria italienne.
Il mélange franc-maçonnerie et traditions opératives forestières des fendeurs et charbonniers.

## Rituel de la Vente de la Haute-Marne (1834)
Il est très proche de celui des Bons cousins charbonniers de la Vente du Jura.

## Catéchisme des Bons Cousins Franc-charbonniers (1835)
- Source : reproduction d'une édition de l'Imprimerie de Prudont (par 3 BB CC MM Charb à leur Or de Dole) dans Bons Cousins Charbonniers de Pierre Merlin - 2005.

### Angleterre, États-Unis, Canada
Les rites forestiers continentaux ont été exportés, principalement par les armées britanniques vers leurs anciennes colonies. Différents Ordres forestiers ont vu le jour aux XVIIIe et XIXe siècles. Ils ont donné naissance à des sociétés amicales, sorte d'association caritative œuvrant dans la bienfaisance et dans l'assurance mutualiste. Ce sont les rituels de  :
- l' Ancient Order of Foresters (AOF) puis à la Foresters Friendly Society,
- l' Independent Order of Foresters (IOF),
- le Catholic Order of Foresters (COF)...

### Ressources bibliographiques

#### Ouvrages utilisés pour la rédaction de cet article
- La Franc-maçonnerie du bois, (1973) Jacques BRENGUES - Daniel Béresniak éditeur  (ISBN 2-85267-000-3)
- Rituel de la maçonnerie forestière, J.-M. RAGON - Édition du Prieuré(1993)  (ISBN 2-909672-16-6)
- Bons cousins charbonniers, Pierre MERLIN, éditions de Folklore comtois (2005) (ISBN 2-9524096-1-7)
- Constitution et Organisation des Carbonari de 1821, M.SAINT-EDME ; reproduction et préface de Régis Blanchet - Les Éditions du Prieuré (1997)  (ISBN 2-909672-91-3)
- Les Forestiers d'Avalon, Guy Lenair, Travaux de la Loge nationale de recherche Villard de Honnecourt - no 47 et 48 (2001)  (ISBN 2-901-628-32-X) et  (ISBN 2-901-628-33-8)
- Instruction ou Catéchisme des BB CC Fr Charb. ... - Hachette-BnF  (ISBN 9-782012-84-1222)